# Jacques Roussel
Pour les articles homonymes, voir Roussel.
Jacques Prosper Roussel, né le 6 février 1901 dans le 18e arrondissement de Paris et mort de 3 janvier 1966 à L'Étang-la-Ville, est un acteur français.
Il est le fils du peintre et graveur Ker-Xavier Roussel et le neveu du peintre et dessinateur Édouard Vuillard.

## Biographie
Jacques Roussel débute au cinéma au temps du cinéma muet.
La filmographie de Jacques Roussel s’étoffe avec l’avènement du cinéma parlant. Une carrière de second rôle, sous la direction de Jean Renoir et de Sacha Guitry, fils de Lucien Guitry et époux d’Yvonne Printemps, personnages dont Édouard Vuillard fit les portraits.
Jacques Roussel meurt d’une crise cardiaque le 3 janvier 1966 à l’Étang-la-Ville.

## Filmographie
- 1913 : Don Quichotte, film en 3 parties et 66 tableaux de Camille de Morlhon
- 1919 : Ramuntcho de Jacques de Baroncelli : Ramuntcho[2]
- 1920 : Malencontre de Germaine Dulac : Patrice de Malencontre
- 1920 : Le Secret de Rosette Lambert de Raymond Bernard : Henri
- 1921 : La Maison vide de Raymond Bernard
- 1923 : La Faute des autres  d’Albert Duverger
- 1925 : Le Cœur des gueux d'Alfred Machin
- 1937 : La Danseuse rouge de Jean-Paul Paulin
- 1938 : Remontons les Champs-Élysées de Sacha Guitry : un seigneur
- 1938 :  Je chante de Christian Stengel : Un domestique  , avec  Charles Trénet
- 1938 :  Remontons les Champs-Elysées de Sacha Guitry : Un seigneur
- 1938 : La Bête humainede  Jean Renoir: Le commissaire Cauche
- 1941 : Le Diamant noir de Jean Delannoy : Vincent
- 1942 : Mam'zelle Bonaparte de Maurice Tourneur : le majordome
- 1942 : Boléro de Jean Boyer : Horace
- 1942 : L'Âge d’or de Jean de Limur
- 1942 : Signé illisible de Christian Chamborant : L’inspecteur cinéaste
- 1942 : À vos ordres, Madame de Jean Boyer : Le maître d’hôtel
- 1943 : Le Comte de Monte-Cristo de Robert Vernay : Raoul
- 1943 : La main du Diable de Maurice Tourneur : Grangier , le critique
- 1943 : Le Capitaine Fracasse d'Abel Gance : Grangier , le prévôt
- 1945 : La fille aux yeux gris de Jean Faurez
- 1945 : Une fausse alerte de Jacques de Baroncelli : Un avocat
- 1945 : Raboliot de Jacques Daroy : Monsieur le Comte
- 1946 : Mission spéciale de Maurice de Canonge : Carlos
- 1948 : Si jeunesse savait d'André Cerf : un actionnaire
- 1949 : Dernière Heure, édition spéciale de Maurice de Canonge : Le directeur de l’hôtel
- 1950 : La Souricière d'Henri Calef : un avocat
- 1950 : Envoi de fleurs de Jean Stelli et Charles Exbrayat : Le maître d’hôtel